# Black Veil Brides - Discografie
Black Veil Brides este o trupă americană de glam metal modern/metalcore/post-hardcore. Discografia lor conține 5 albume de studio, 3 EP-uri, un album live, 17 single-uri, 11 music video-uri și un film.
Albume
| An   | Album                                          |
| ---- | ---------------------------------------------- |
| 2010 | We Stitch These Wounds                         |
| 2011 | Set The World On Fire                          |
| 2013 | Wretched And Divine:The Story Of The Wild Ones |
| 2014 | Black Veil Brides IV                           |
| 2018 | Vale                                           |

EP-uri
| A    | EP                |
| ---- | ----------------- |
| 2007 | Sex And Hollywood |
| 2008 | Never Give In     |
| 2011 | Rebels            |

Albume live
| A    | Album             |
| ---- | ----------------- |
| 2014 | Alive And Burning |

Single-uri
| A    | Single                      | Album                                                            |
| ---- | --------------------------- | ---------------------------------------------------------------- |
| 2009 | Knives And Pens             | We Stitch These Wounds                                           |
| 2010 | Perfect Weapon              | We Stitch These Wounds                                           |
| 2011 | Fallen Angels               | Set The World On Fire                                            |
| 2011 | The Legacy                  | Set The World On Fire                                            |
| 2011 | Rebel Love Song             | Set The World On Fire                                            |
| 2011 | Rebel Yell                  | Rebels                                                           |
| 2012 | Coffin                      | Rebels                                                           |
| 2012 | In The End                  | Wretched And Divine:The Story Of The Wild Ones                   |
| 2013 | Revelation                  | Wretched And Divine:The Story Of The Wild Ones                   |
| 2013 | We Don't Belong             | Wretched And Divine:The Story Of The Wild Ones                   |
| 2013 | Unbroken                    | Avengers Assemble: Music from and Inspired by the Motion Picture |
| 2014 | Heart Of FIre               | Black Veil Brides IV                                             |
| 2014 | Goodbye Agony               | Black Veil Brides IV                                             |
| 2014 | Faithless                   | Black Veil Brides IV                                             |
| 2016 | The Outsider                | Vale                                                             |
| 2017 | My Vow                      | Vale                                                             |
| 2017 | When They Call My Name      | Vale                                                             |
| 2017 | The Last One                | Vale                                                             |
| 2018 | Wake Up                     | Vale                                                             |
| 2018 | Ballad Of The Lonely Hearts | Vale                                                             |

Music video-uri
| An   | Single                 | Album                                          | Director        | Vizionari(YouTube) |
| ---- | ---------------------- | ---------------------------------------------- | --------------- | ------------------ |
| 2009 | Knives And Pens        | We Stitch These Wounds                         | Patrick Fogarty | 111.000.000        |
| 2010 | Perfect Weapon         | We Stitch These Wounds                         | Patrick Fogarty | 18.000.000         |
| 2011 | Fallen Angels          | Set The World On Fire                          | Nathan Coks     | 62.000.000         |
| 2011 | The Legacy             | Set The World On Fire                          | Patrick Fogarty | 33.000.000         |
| 2011 | Rebel Love Song        | Set The World On Fire                          | Patrick Fogarty | 26.000.000         |
| 2012 | Coffin                 | Rebels                                         | Patrick Fogarty | 16.000.000         |
| 2012 | In The End             | Wretched And Divine:The Story Of The Wild Ones | Patrick Fogarty | 108.000.000        |
| 2014 | Heart Of Fire          | Black Veil Brides IV                           | Patrick Fogarty | 27.000.000         |
| 2014 | Goodbye Agony          | Black Veil Brides IV                           | Patrick Fogarty | 28.000.000         |
| 2018 | Wake Up                | Vale                                           | Robby Starbuck  | 13.000.000         |
| 2018 | When They Call My Name | Vale                                           | Dan Sturgess    | 1.000.000          |

Filme
| An   | Film                | Album prezentat                                          |
| ---- | ------------------- | -------------------------------------------------------- |
| 2012 | Legion Of The Black | Wretched And Divine:The Story Of The Wild Ones(Nu fulll) |